# Seungju-eup
Seungju-eup (koreanska: 승주읍) är en köping i kommunen Suncheon i provinsen Södra Jeolla i den södra delen av Sydkorea, 285 km söder om huvudstaden Seoul.